# Kítion
Kítion (ógörögül: Κίτιον) ókori királyság és városállam volt Ciprus déli partján, a mai Lárnaka helyén.

## Története
A várost az időszámításunk előtti 13. században alapították. Az I. e. 9. században föníciaiak települtek be és Kítion sokáig a sziget legfontosabb föníciai települése volt.
A város stratégiailag kedvező fekvése és jó kikötője miatt az ókorban haditengerészeti és kereskedelmi központ volt.
A városban esett el Kimón athéni hadvezér i. e. 449-ben a perzsákkal folytatott háború során.
Kítion – Amathusz és Szoli – mellett azon három föníciai város egyike volt, amelyek i. e. 391-ben, perzsa segítséggel ellenálltak Euagorasz szalamiszi királynak, aki a sziget egyesítésére törekedett. Euagorasz a tíz éven át tartó háború során végül elfoglalta a várost, és ezzel a sziget időleges függetlenségét és viszonylagos egységét kivívta.

## Kítion régészeti terület
Az ókori település romjait számos ásatási területen tárták fel, amelyek a mai Lárnaka területén találhatóak és látogathatóak.